# Thrills (album d'Ellen Allien)
Pour les articles homonymes, voir Thrill.
Albums de Ellen Allien
Berlinette
(2003) Orchestra of Bubbles
(2006)
Thrills est le troisième album d'Ellen Allien, sorti en 2005 sur son label BPitch Control.

## Liste des morceaux
| 1.    | Come                        | 6:38 |
| 2.    | The brain is lost           | 5:19 |
| 3.    | Your body is my body        | 5:20 |
| 4.    | Naked rain                  | 4:54 |
| 5.    | Washing machine is speaking | 5:26 |
| 6.    | Down                        | 4:36 |
| 7.    | Ghost train                 | 3:06 |
| 8.    | Cloudy city                 | 6:21 |
| 9.    | She is with me              | 5:04 |
| 10.   | Magma                       | 5:55 |
| 52:39 |                             |      |